# Koldere, Saruhanlı
Koldere là một thị trấn thuộc huyện Saruhanlı, tỉnh Manisa, Thổ Nhĩ Kỳ. Dân số thời điểm năm 2011 là 3.438 người.